# Buscando a Miguel
Buscando a Miguel (deut. Die Suche nach Miguel) ist ein kolumbianischer Film. Er entstand 2007 unter der Regie von Juan Fisher. Der Film basiert auf einer wahren Begebenheit und zeigt im tragikomischen Stil die verschiedenen Facetten der kolumbianischen Gesellschaft. Die Uraufführung fand am 17. August 2007 statt.

## Handlung
Miguel ist ein ehrgeiziger junger kolumbianischer Politiker, der sich inmitten einer glänzenden Karrierelaufbahn befindet. Er sieht die Welt nur aus der Perspektive der privilegierten Oberschicht und ist blind für die sozialen Missstände in seinem Land. Als Miguel in einer Bar mit einer hübschen Frau flirtet, wird ihm ein Betäubungsmittel verabreicht, um ihn auszurauben. Anschließend wird er von einer Bande Jugendlicher überfallen und auch seiner Kleidung beraubt. Nackt irrt er auf der Suche nach Hilfe umher. Von 2 Nonnen erhält er einen Poncho, der ihm nur bis zum Bauchnabel reicht. Organhändler schlagen Miguel nieder und bringen ihn in die Gerichtsmedizin, wo er wieder zu sich kommt und entkommen kann. Miguel hat keine Erinnerungen an die Vergangenheit und keinen Hinweis auf seine Identität. Ein Transvestit nimmt ihn mit nach Hause. Hier verbringt Miguel einige Tage, später lebt er mit einem Obdachlosen auf der Straße, von dem er lernt, zu überleben. Im Laufe der Zeit kehren Erinnerungsfetzen zurück, die Miguel aber nicht zusammensetzen kann. Miguels Mutter sucht ihn und bietet eine Belohnung. Seine Geschwister wollen ihn für tot erklären lassen, um Zugriff auf sein Vermögen zu bekommen. Die Organhändler töten einen Mann und verbrennen seine Leiche mit Miguels Ring am Finger, um die Belohnung zu kassieren. Die falsche Leiche wird unter Miguels Namen beerdigt. Bei der Armenspeisung begegnet Miguel seiner früheren Geliebten Helena, die er verlassen hat, als sie schwanger wurde. Sie kennt seine Identität, nennt ihm aber nur bei seinen Vornamen. Miguels Mutter findet ihren Sohn in einem Obdachlosenasyl und nimmt ihn und seinen neuen Freund mit nach Hause. Am Schluss veranstaltet Miguel für die Obdachlosen ein Fest.

## Auszeichnungen
- Audience Award Cinesul Brazil 2008
- Audience Award Sydney Latinamerican Film Festival, 2008
- Nominated Best Picture Beijin Film Festival, 2009
- Best Acting, Beijin Film Festival, 2009
- Best Actress: Laura Garcia, Big Apple Latin Film Awards, 2009
- Best Screenplay: Juan Fischer, Tomislav Novakovic, Big Apple Latin Film Awards, 2009